# Lysandra parallela
Lysandra parallela är en fjärilsart som beskrevs av Courv. 1912. Lysandra parallela ingår i släktet Lysandra och familjen juvelvingar. Inga underarter finns listade i Catalogue of Life.